# Schottwien
Schottwien osztrák mezőváros Alsó-Ausztria Neunkircheni járásában. 2019 januárjában 689 lakosa volt.

## Elhelyezkedése

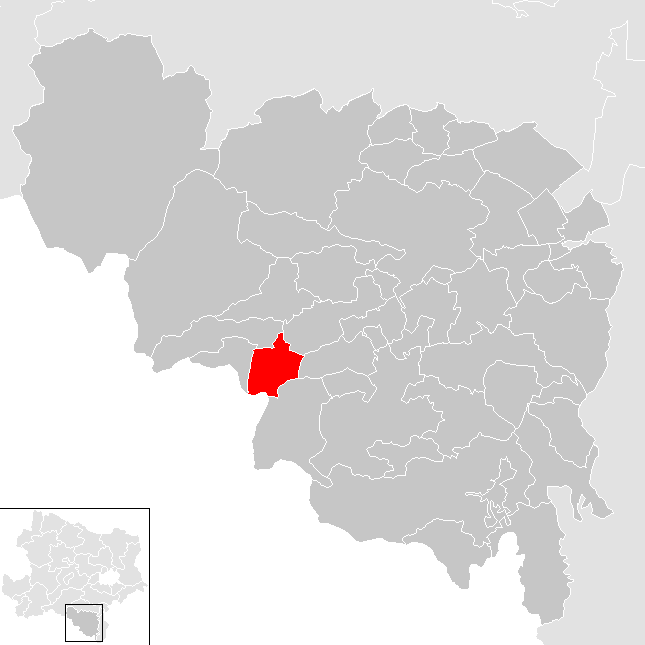
Schottwien a Neunkircheni járásban

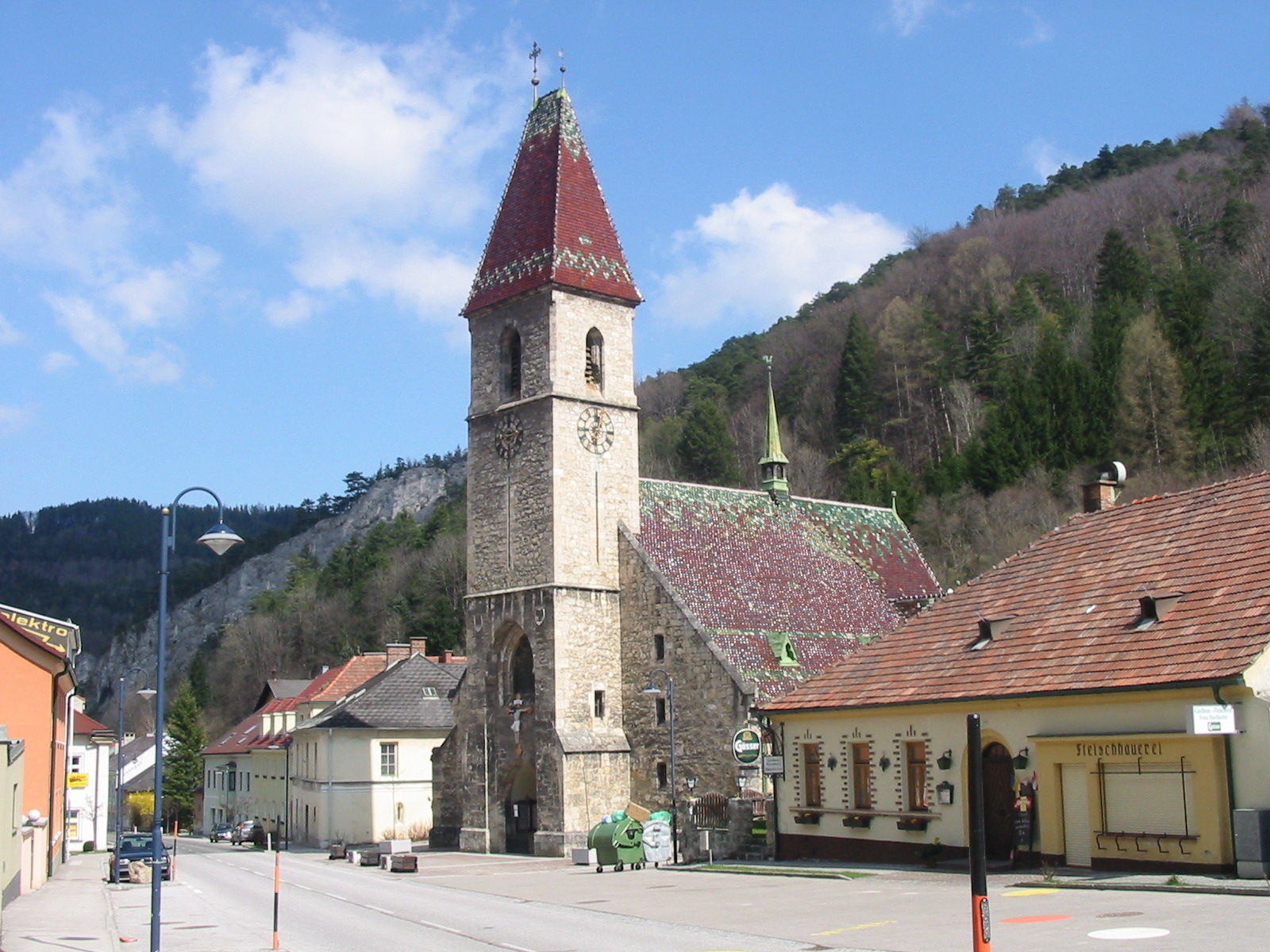
A Szt. Vitus-plébániatemplom

Schottwien Alsó-Ausztria Industrieviertel régiójában fekszik a Wechsel-hegység északi részén, a Semmering-hágó közelében. Területének 72%-a erdő. A településen halad át az S6 Semmering Schnellstraße autóút. Az önkormányzat 2 településrészt, illetve falut egyesít: Greis (34 lakos 2019-ben) és Schottwien (655 lakos).
A környező önkormányzatok: nyugatra Semmering, északnyugatra Breitenstein, északkeletre Gloggnitz, keletre Raach am Hochgebirge, délkeletre Trattenbach, délnyugatra Spital am Semmering (Stájerország).

## Története

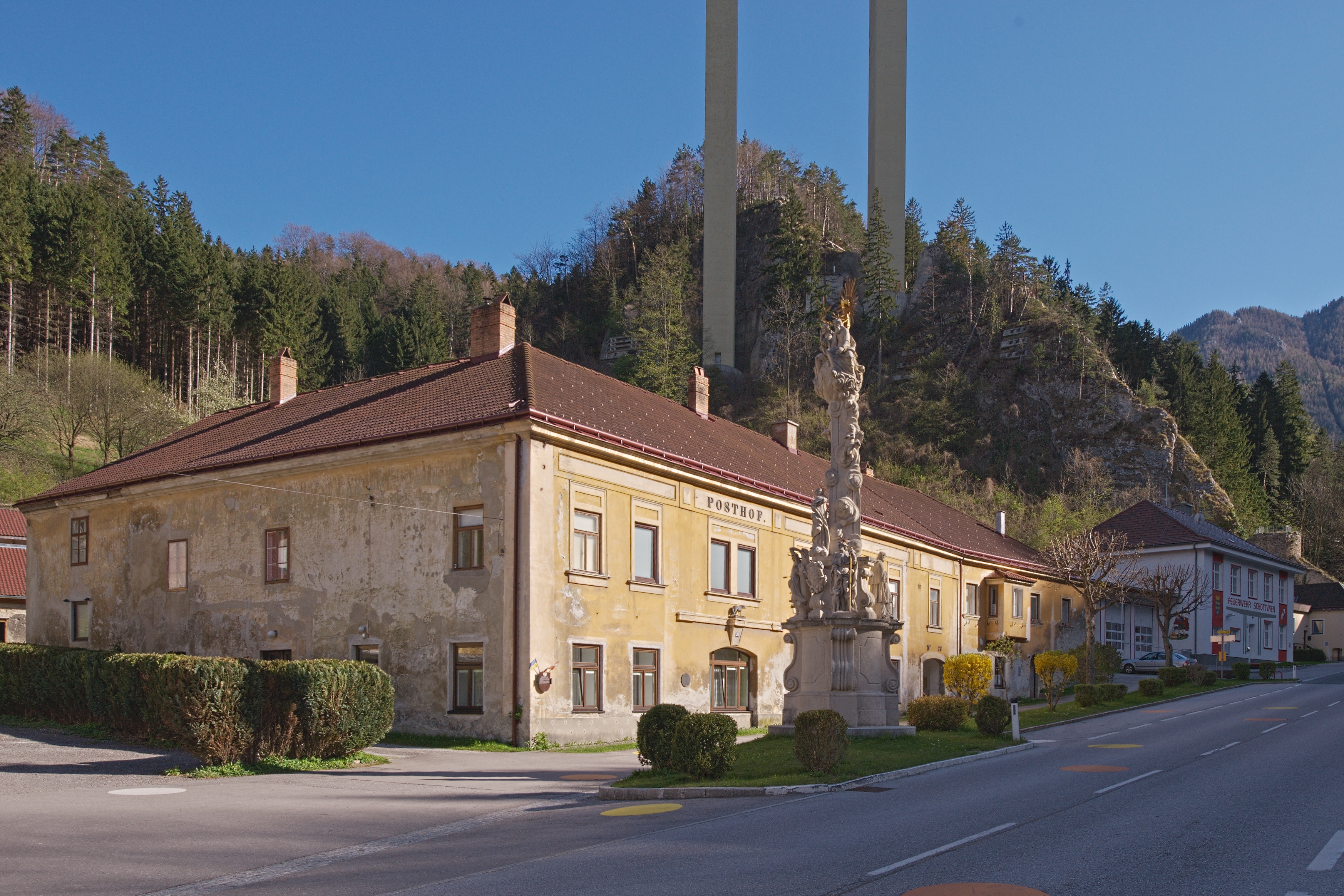
A Posthof és a Szentháromság-oszlop

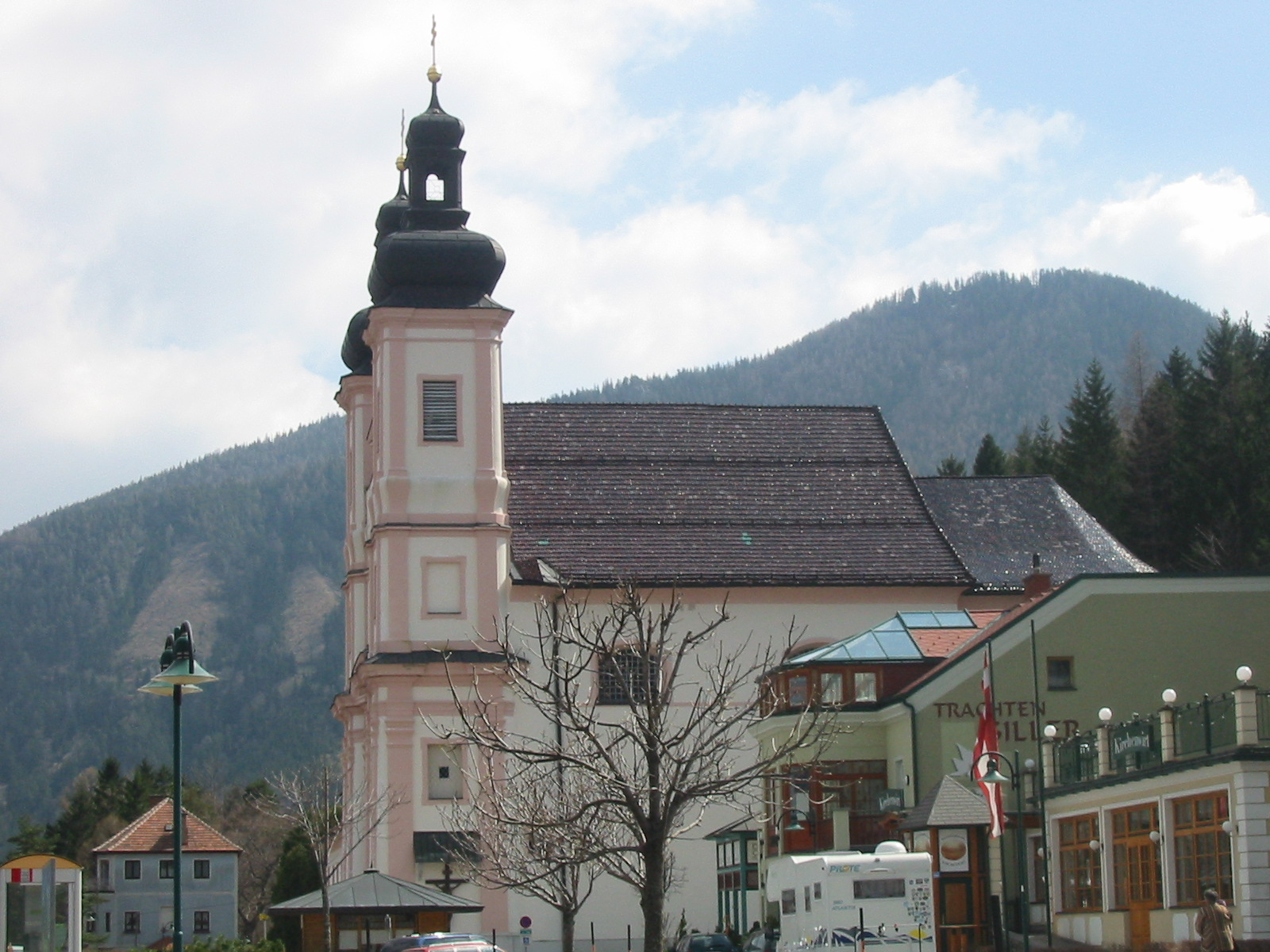
A Szűz Mária-kegytemplom

Schottwien területén 1902-ben kisebb kelta kincsleletet találtak, amely 8 nagyobb és 8 kisebb ezüstpénzből állt. A Bécset Itáliával összekötő fontos kereskedelmi útvonal mentén fekvő Schottwient először 1266-ben említik. Ugyanebben az évben a súlyos viharok megrongálták a templomot és a környező vidéket, tönkretéve ezzel 300 ember és jószágaik megélhetését. 1266-ban vagy 1267-ben a település vásártartási (mezővárosi) jogokat kapott, amelyet 1287-ben megerősítettek. 1270-ben V. István magyar király hadai dúlták fel a II. Ottokár cseh király birtokában lévő térséget (korábban 1250-54 között a Babenberg-örökségre pályázó IV. Béla is megszállta a Semmering-hágó környékét). A 13. századtól kezdve hercegi vámszedőhely működött Schottwienben. (1387-ben pl. négy bécsi pfennig vámot szedtek egy boroshordó után).
A mezőváros 1459-ben címert és vámmentességi privilégiumot kapott. Az Alsó-Ausztriát megszálló Mátyás magyar király 1487-ben hosszú ostrom után foglalta el a kőfalakkal védett mezővárost és a hágót védő Klamm várát. 1529-ben a Bécset ostromló törökök a települést is feldúlták. 1609-ben Mátyás, Miksa és Ferdinánd főhercegek az schottwieni Aranybárányhoz címzett fogadóban (ma Posthof) tárgyalták meg fivérük, II. Rudolf megbuktatását. 1637-ben Mária Anna császárnő grazi útja során átkelt a Semmeringen és Schottwiennek 800 pár ökröt kellett ehhez biztosítania. 1679-ben a pestis a lakosok nagy részét elpusztította. Ezután a Walsegg család szerezte meg az uradalmat, amely ispotályt és kápolnát építtetett, valamint gipszbányát nyitott. 1728-ban VI. Károly császár leköveztette a semmeringi utat, amely fellendítette a forgalmat és a mezőváros gazdaságát is.
1805-ben a franciák lerombolták Klamm várát. 1809-ben Napóleon Schottwienben szállt meg, a mai postaépületben, ekkor két helyi bányász merényletet tervezett ellene, de nem tudtak lőtávolságba jutni a császárhoz. 1841-ben a hágón átvezető utat szerpentinekkel bővítették ki, így a kevésbé meredek utakon nem volt szükség többé a schottwieni málhásállatokra és a mezőváros jelentős bevételektől esett el. 1846-ban egy tűzvészben 32 épület égett le, többek között a templom és a plébánia is. 1854-ben a semmeringi vasút elkészültével a település végképp elvesztette korábbi jelentőségét.
1898-1930 között Schottwienből indult a 10 km-es semmeringi autóverseny, amely olykor 60 ezer nézőt is vonzott. 1945 áprilisában a térség heves harcok színtere volt a német 9. hegyivadász-ezred és a hágót elfoglalni szándékozó Vörös Hadsereg között. Ennek során a mezővárosban 18 ház pusztult el. 1986-1989 között megépült az S6 Semmering Schnellstraße; ennek részeként Schottwien fölött egy 130 m magas és 220 m hosszú híd ível át.  

## Lakosság
A schottwieni önkormányzat területén 2019 januárjában 689 fő élt. A lakosságszám a csúcspontját 1900-ban érte el 1166 fővel, azóta többé-kevésbé csökkenő tendenciát mutat. 2017-ben a helybeliek 91,1%-a volt osztrák állampolgár; a külföldiek közül 2% a régi (2004 előtti), 4,8% az új EU-tagállamokból érkezett. 1,7% a volt Jugoszlávia (Szlovénia és Horvátország nélkül) vagy Törökország, 0,5% egyéb országok polgára volt. 2001-ben a lakosok 82,2%-a római katolikusnak, 2,2% evangélikusnak, 1% ortodoxnak, 5,6% mohamedánnak, 6,6% pedig felekezeten kívülinek vallotta magát. Ugyanekkor a német mellett (87,5%) a nagyobb nemzetiségi csoportokat a törökök (4,5%), a horvátok (1,8%) és a magyarok (1,3%; 9 fő) alkották.
A lakosság számának változása:

| 2016 | 682 |
| 2018 | 660 |

## Látnivalók
- a Szt. Vitus-plébániatemplom
- a Göstritzi Szűz Mária-kegytemplom, mellette a passiós rend 1738-ban épült kolostora
- az 1720 körül emelt Szentháromság-oszlop
- a középkori városfal romjai

## Fordítás
- Ez a szócikk részben vagy egészben  a   Schottwien című német Wikipédia-szócikk ezen változatának fordításán alapul.  Az eredeti cikk szerkesztőit annak laptörténete sorolja fel. Ez a jelzés csupán a megfogalmazás eredetét és a szerzői jogokat jelzi, nem szolgál a cikkben szereplő információk forrásmegjelöléseként.